# 38018 Louisneefs
38018 Louisneefs è un asteroide della fascia principale. Scoperto nel 1998, presenta un'orbita caratterizzata da un semiasse maggiore pari a 3,1536094 UA e da un'eccentricità di 0,1524404, inclinata di 9,47793° rispetto all'eclittica.